# Репетекский заповедник
Репете́кский запове́дник — заповедник в Юго-Восточных Каракумах в Лебапском велаяте Туркменистана, в 70 км к юго-западу от города Туркменабад (Чарджоу), вокруг ст. Репетек.
Площадь: 34 600 га песчаной пустыни.
Высоты: 180—220 м над уровнем моря.
Самое жаркое место СССР и Туркменистана (+ 51,8° в тени в 1983 г.)

## История
Создан в 1927 году при существовавшей здесь ещё c 1912 года научной песчано-пустынной станции.
В 1979 году получил международный статус «биосферного» (каковых в СССР насчитывалось 7).

## Флора и фауна
- Беспозвоночных — 1343 вида и подвида (в Красной книге — 7);
- Земноводных — 1 вид
- Пресмыкающихся — 22 вида (в Красной книге — 2),
- Птиц — 202 вида (в Красной книге — 13),
- Млекопитающих — 29 видов (в Красной книге — 3).

Охраняется ряд редких «краснокнижных» видов, характерных для песчаных пустынь субтропиков и умеренного пояса (из крупных животных — каракал (пустынная рысь), индийский дикобраз, джейран (ок. 30 особей), серый варан, среднеазиатская кобра; редкие птицы и беспозвоночные и др.). Также в охране нуждается уникальная экосистема — заросли черного саксаула — своеобразные саксауловые «леса» и ряд редких видов растений.
Проблема заповедника — защита флоры и фауны от жителей пос. Репетек, стремящихся производить здесь заготовку древесины для отопления, выпасать домашний скот (овец) и заниматься браконьерством.